# 篠塚大輝
篠塚 大輝（しのづか たいき、2002年〈平成14年〉7月9日 - ）は、男性アイドルグループ・timeleszのメンバー。
大阪府出身。STARTO ENTERTAINMENT所属。 

## 来歴
- 大阪星光学院中学校・高等学校を経て[4]、2025年1月現在、一橋大学経済学部に在学中[5]。
- 大阪出身のため、SUPER EIGHTやWEST.やなにわ男子をテレビで見て育ち、小学生の時には嵐やTOKIOも好きでSTARTO ENTERTAINMENT（旧ジャニーズ事務所）のアイドルに憧れていたが、中高で進学校に進むとやがて「いい大学に入って、いい企業に就職すること」を目標とするようになった。しかしコロナ禍だった受験期もSTARTOの配信ライブを見て息抜きをするなど憧れは続いていた[6]。
- 大学在学中にtimelesz projectを知り、経験不問のオーディションだったが未経験では無理だと思いながらも心が動き、友人から「あんなに好きやったんやから応募してみたら」と背中を押され、「まだアイドルになれるチャンスがあるなら、挑戦しないのは違う。僕は俳優になりたいとか、芸能界に入りたいとかではなく、STARTOさんのアイドルになりたい」と直前まで悩んだ末に応募を決意[6]。応募が完了したのは〆切の3分前だった[7]。
- 2024年6月のtimelesz project応募時点ではダンス・歌ともに未経験であったが[8]、同年12月に行われた5次審査本番後の講評で、同projectでダンストレーナーをつとめたNOSUKEは「大輝のこと、もう未経験者って呼ばないでもらっていいですか」「パフォーマンスとして100点たたき出している」と述べ、佐藤勝利も「僕のパフォーマンス哲学みたいなことさえどうでもいいと思わせてくれた」とそのパフォーマンスを評価した[9]。
- 4次審査の時点で実質的に唯一の未経験者となったが、努力で喰らいつく姿勢を菊池風磨は「"とにかく気持ちですよ"と声高に伝えてきたtimelesz projectを地でいっている」と評した[10]。
- 2025年2月5日に行われた最終審査（6次審査）を経て、寺西拓人、原嘉孝、橋本将生、猪俣周杜とともにtimeleszへの加入が決定。佐藤勝利は篠塚を「どうなるか分からない。ある種、そこに賭けてみたい魅力がある」[11][12]と評価している。新メンバーは同年2月15日の最終審査配信直後の襲名式にて対外的に発表された[13]。
- 同年3月21日、個人公式Instagramを開設した[14]。
- 雑誌単独初表紙を飾った際には、情報解禁直後からの予約状況を受け、表紙ビジュアル解禁前に緊急増刷決定という異例の対応となった(『美ST』2025年7月号増刊Special Edition) [15]。
- 同年4月には、STARTO ENTERTAINMENT有料のウェブ版ブログ「FAMILY CLUB web」で「篠塚の学習記録」を開設した[16]。

## 人物
- 金髪がトレードマーク[17]。ニックネームは「しの」[18]「ジャイアントベイビー」[19][20][21]。ジャイアントベイビーの名付け親は菊池風磨[20]。
- 趣味はゲーム、漫画、麻雀[20]。特技は早食い[20]、好きな色は赤。好きな食べ物は肉と納豆[22]。timelesz（Sexy Zone）で好きな曲は「男 never give up」[22]。
- 自身の性格を一言で表すと「真面目に不真面目」[22]。座右の銘は「二兎を追う者だけが、二兎を得る」[20]。
- 一橋大学の現役大学生であることが注目され、グループ加入直後から[23]『くりぃむクイズ ミラクル9』[24]や『クイズプレゼンバラエティー Qさま!!』[25]、『今夜はナゾトレ』など本人が熱望していたクイズ番組への出演を果たした[26]。

## 出演
個人での出演のみ。グループとしての出演はtimelesz#出演を参照。

### テレビドラマ
- クリエイタードラゴン「真夜中の社内恋愛」（2025年4月26日、日本テレビ） - 主演・篠塚大輝（本人） 役[27]

### バラエティ番組
- 地球まるごと大実験ネイチャーティーチャー（2025年7月12日、TBS） - 原嘉孝とMC[28]